# Моравачко ћемане
Моравачко Ћемане је такмичење виолиниста које се одржава од 2012. године у селу Моравци код  Љига , насеља у  Колубарски округу. Ова манифестација је такмичење које је организовано у част виолини, а у Моравце код Љига стигла је након што је престала да се одржава у општини  Мионица. Такмичари су подељени у категорије по старости. Бирају се победници сваке категорије, целокупни победник и победник по гласовима публике. У овом крају виолина је најомиљенији инструмент и радо га свирају и Роми и Срби.